# Хоя сулавеська
Хоя сулавеська (Hoya sulawesiana) — вид рослин з родини барвінкових (Apocynaceae). 

## Опис рослини
Hoya sulawesiana найбільш схожа на Hoya ischabelchanae. Відмінність: H. sulawesiana має листки значно більші, ланцетні або еліптичні, плоскі або злегка загнуті на краю, 7–30 × 1.5–3.5 см, з гострою основою та гострою або загостреною верхівкою. Суцвіття й віночки подібні, тільки різниться запушення внутрішньої поверхні віночка (волоски рівні й спрямовані назовні у H. isabelchanae, а в H. sulawesiana — вигнуті до віночка). Квіток (4)6–10(15) на суцвіття. Віночок діаметром 10–15 мм, приблизно 20 мм в діаметрі при сплющуванні. У віночка трубка завдовжки 2–3 мм, темно-пурпурова, знизу гола, зверху коротко запушена, щільніше до центру; листочки віночка яйцеподібні, 7–9 × 5–6 мм, верхівка загострена, при основі темно-пурпурові, стаючи на кінчиках блідо-лососево-рожевими, знизу голі, знизу вкриті щільним довгим, сріблястим волоссям, спрямованим до центру віночка (за винятком голого кінчика й мало запушеної основи). Тичинкова корона діаметром 7–10 мм, висотою 4–6 мм; частки корони широкояйцеподібні, 3.5–4 × 2–2.5 мм, внутрішній відросток і верхня частина зовнішнього відростка блідо-рожеві, нижній зовнішній відросток дводольної нижньої частини червонувато-пурпуровий.

## Поширення й екологія
Це ендемік острова Сулавесі, Індонезія. Знайдений в низинному лісі на 100—300 м над рівнем моря. Росте епіфітно на невеликих стовбурах дерев приблизно на 5 м над землею. Може рости як при низьких, так і при високих рівнях освітлення, але листки розвивають фіолетовий колір під впливом інтенсивного сонячного світла. У типовій місцевості рослини вкорінювались у мурашиних гніздах.